# Jean Samazeuilh
Jean-Pierre Samazeuilh (* 17. Januar 1891 in Bordeaux; † 13. April 1965 in Mérignac) war ein französischer Tennisspieler.

## Tenniskarriere
Samazeuilh war der Sohn von Marguerite und Joseph Samazeuilh, der die Bank F. Samazeuilh et fils leitete. Jean hatte fünf Geschwister, von denen zwei ebenfalls Tennis spielten. Der Komponist Gustave Samazeuilh war sein Cousin, der Politiker Victor Lefranc war einer seiner Vorfahren.
Samazeuilh war Rechtshänder. Sein größter Gewinn war der Titel bei den Französischen Tennismeisterschaften 1921, als er mit einem Viersatzsieg (6:3, 6:3, 2:6 und 7:5) über den Vorjahressieger André Gobert triumphierte. 1914 hatte er nach 1909 das zweite Mal teilgenommen und schon einmal das Finale erreicht, wo er sich seinem Landsmann Max Décugis mit 6:3, 1:6, 4:6 und 4:6 geschlagen geben musste. 1922 erreichte er ein drittes und letztes Mal das Endspiel und unterlag Henri Cochet mit 6:8, 3:6 und 5:7. 1923 gewann er an der Seite von Jean-François Blanchy den Titel im Doppel. Nachdem die Französischen Meisterschaften für alle Spieler im Jahr 1925 geöffnet wurden, spielte Jean Samazeuilh bis 1934 bei jeder Austragung mit, kam aber nie über die dritte Runde hinaus. Samazeuilh nahm an den Olympischen Sommerspielen 1920 in Antwerpen teil. Dort unterlag er im Einzel gleich zu Auftakt dem Doppel-Olympiasieger von 1912 Charles Winslow in vier Sätzen. Im Doppel gelang Samazeuilh an der Seite von Daniel Lawton ein Sieg zum Auftakt gegen eine belgische Paarung. Im Anschluss ging die Partie gegen Cecil Blackbeard und George Dodd aus Südafrika jedoch verloren. Elf Titel gewann Samazeuilh von 1910 bis 1926 in seiner Laufbahn, allesamt in Frankreich. Neben seinem französischen Meistertitel u. a. vier Titel in Royan und drei Titel in Pornic.
Samazeuilh spielte 1921 und 1923 insgesamt drei Begegnungen für die französische Davis-Cup-Mannschaft, bei denen er eine Bilanz von 3:2 aufwies. Beim ersten Finaleinzug Frankreichs 1923 war hingegen nicht mehr im Kader.

## Spielstil
Bill Tilden schrieb in seinem Buch über Samazeuilh, dessen Namen er stets falsch schrieb:

„The New French Champion of 1921 who defeated Andre Gobert most unexpectedly in the challenge round, is an interesting player of the mental type. [...] His service is a medium pace slice, well placed but not decisive. His ground strokes are a peculiar stiff arm chop varied at times with an equally cramped drive, yet his extreme mobility allows him to cover a tremendous amount of court, while his return, which is well disguised, is capable of great angles. His volleying is reliable but lacks severity and punch. He makes excellent low volleys, but cannot put away shoulder high balls while his overhead is not deadly. It is Samazieuhl's [...] ability to recover seemingly impossible shots that win matches for him. He is a comparatively new tournament player, and should improve greatly as he gains confidence and experience.“

„Der neue französische Meister von 1921, der Andre Gobert in der Herausforderungsrunde völlig unerwartet besiegte, ist ein interessanter Spieler vom mentalen Typ. [...] Sein Aufschlag ist ein mittelschneller Slice, gut platziert, aber nicht entscheidend. Seine Grundschläge sind ein eigenartiger Hieb mit steifem Arm, der manchmal mit einem ebenso verkrampften Schwung variiert wird, doch seine extreme Beweglichkeit ermöglicht es ihm, eine enorme Fläche abzudecken, während sein Return, der gut getarnt ist, zu großen Winkeln fähig ist. Sein Volley ist zuverlässig, aber es mangelt ihm an Härte und Durchschlagskraft. Er macht hervorragende Volleys aus der Tiefe, kann aber keine schulterhohen Bälle abwehren, während sein Überkopfball nicht tödlich genug ist. Es ist Samazieuhls [...] Fähigkeit, scheinbar unmögliche Schläge noch zu returnieren, die für ihn zum Sieg führen. Er ist ein vergleichsweise neuer Turnierspieler und sollte sich mit zunehmendem Selbstvertrauen und Erfahrung deutlich verbessern.“

## Späte Jahre
Samazeuilh hat einen Abschluss in Philosophie und arbeitete während und nach seiner aktiven Zeit als Sportjournalist, etwa für die La Petite Gironde und deren Nachfolger die Sud Ouest sowie als Tennis-Berichterstatter der Le Miroir des sports und L’Action française, teils unter seinem Pseudonym Jean Zeuilh. Nach dem Zweiten Weltkrieg und bis zu seinem Tod war er Korrespondent für die L’Équipe. Als Enthusiast des Ruderns war er Mitglied des Club Alpin Français. Als Pionier der Kanufahrt auf den Pyrenäen schrieb er ein Buch zu dem Thema. 1952 erhielt er die Médaille d'or de l'Education Physique et des Sports, die Goldmedaille für sein Engagement bei Leibeserziehung und Sport.

## Werke
- Unsere kanadischen Kanukreuzfahrten (Nos croisières en canoë canadien, 1933)
- Am Rande eines sportlichen Lebens (En marge d'une vie sportive, 1938)
- Champions und Reisen (Champions et voyages, 1953)